# تجربة فيزو

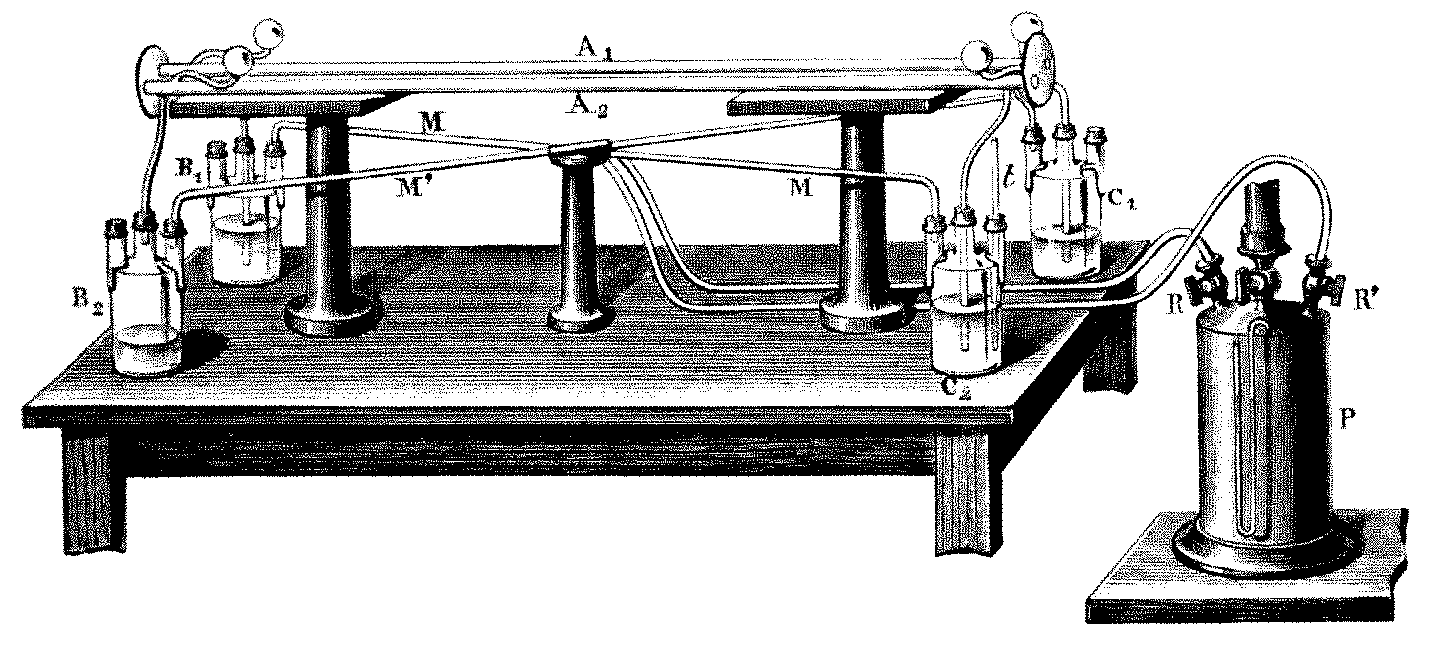
شكل (1) نموذج حديث من عمل الباحث الفيزيائي الفرنسي إليوتير ماسكارت للجهاز المستخدم في تجربة هيبوليت فيزو علي الماء المتحرك

تجربة فيزو كانت تجربة بصرية أجراها الفيزيائي الفرنسي هيبوليت فيزو في عام 1851، وقد يتم الإشارة لها بإحدى التجارب الثلاث التي لا تُنسى لهيبوليت فيزو، تم إجراء تجربة فيزو لقياس السرعات النسبية للضوء في المياه المتحركة. استخدم فيزو نظامًا خاصًا لمقياس التداخل لقياس تأثير الأثير الضوئي على سرعة الضوء.
في الفترة ما بين 1849 و1851 أجري فيزو ثلاثة تجارب: الأولي في عام 1849 لقياس سرعة الضوء باستخدام جهاز العجلة المسننة والثانية في عام 1850 لاكتشاف طبيعة الأثير الضوئي باستخدام جهاز المرآة الدوارة والثالثة أيصًا لاختبار طبيعة الأثير المضيء في عام 1851 مستخدمًا نظامًا خاصًا لمقياس التداخل (بالإنكليزية: interferometer) لقياس تأثير حركة الوسط المادي علي سرعة الضوء. بالنظر إلى فهمنا الحديث للضوء، قد يكون من الصعب فهم السبب وراء الاعتقاد بأن سرعة الضوء في الماء أعلى منها في الهواء، فقد كانت النظرية الأبرز لوصف الضوء في القرن التاسع عشر هي نظرية الأثير المضيء، أي الوسط الثابت الذي ينتشر فيه الضوء بطريقة مماثلة لأنتشار الأمواج علي طول الوسيط. بأفتراض أن الضوء الذي ينتقل عبر وسيط متحرك يتم جره على طول الوسيط، وبالتالي تكون السرعة النسبية المقاسة للضوء عبارة عن مجموع سرعته بالنسبة للوسط وسرعة هذا الوسط اكتشف فيزو بالفعل تأثير سحب، لكن حجم التأثير الذي لاحظه كان أقل بكثير مما كان متوقعًا. عندما قارن نتائج التجربة مع الهواء ومع الماء لم يلاحظ أي تأثير. في هذا الوقت كان الجدال قائم علي نتائج تجربة فيزو بين طرفين من الفيزيائيين، كانت نتائج التجربة لتكون داعمه لفرضية سحب الأثير الجزئي (بالإنكليزية: partial aether-drag hypothesis) لـأوغستان-جان فرينل (بالفرنسية: Augustin Jean Fresnel)، لكن حجم تأثير السحب كان ضئيلاً مما جعل بعض العلماء ومن ضمنهم هيبوليت فيزو نفسه يرون أن التجربة لا تثبت صحة الفرضية، وهذه الحالة كانت مصدر ارتباك لمعظم الفيزيائيين. بمرور الزمن ساعدت التجربتين التي أجراهما هيبوليت فيزو في 1850 و1851 في التخلص من نظرية الأثير في السنوات الأولي من القرن العشرين، قفي عام 1887 أجرى ألبرت ميكلسون وإدوارد مورلي تجربة ميكلسون ومورلي لدراسة هذه الحالة ولأثبات وجود الأثير فلم تظهر تجربة ميكلسون ومورلي أي تأثير سحب للأثير الضوئي.

## خلفية تاريخية
كان لدى هيبوليت فيزو ووليون فوكو الكثير من القواسم المشتركة فقد كانا زميلان في الدراسة في كلية ستانيسلاس في باريس والفارق بين عمرهما خمسة أيام فقط وكلاهما تخلي عن دراسة الطب لدراسة الفيزياء. بدأ تعاونهم معا في تحسين طريقة لويس داجير للتصوير الفوتوغرافي باستخدام البروم لزيادة حساسية طبق التصوير وبخار الزئبق السام بتوزيعه بشكل موحد أدت هذه التحسينات إلى تقليل وقت التقاط الصورة من نصف ساعة إلي 20 ثانية مما جعل التصوير الفوتوغرافي ممكنًا، وصورا أول صورة ناجحة معروفة للشمس أظهرت الصورة بوضوح أن القرص الشمسي كان أكثر إشراقًا في المركز منه عند الحواف، مما يؤكد الملاحظات البصرية ويدحض اقتراح عالم الفلك والفيزيائي الهولندي كريستيان هويجنز بأن الشمس كانت كرة سائلة. في عام 1834، حاول تشارلز ويتستون قياس سرعة الإلكترون الساري في السلك مستخدمًا مرآة سريعة الدوران كانت هذه الفكرة تمهيدًا لأجهزة قياس التداخل التي مكنت العلماء والتجريبيين من دراسة ظاهرة التداخل. ثم تواصل تشارلز ويتستون مع فرانسوا أراغو أمين الأكاديمية الفرنسية للعلوم ومدير مرصد باريس بفكرة أن طريقته يمكن أن تساعد في تحديد طبيعة الضوء إذا كان موجة أو جسيم (أنظر طبيعة الضوء وتاريخ الضوء والأثير). لكن ضعف نظر فرانسوا أراغو كان عاقًا لإجراء التجربة بنفسة، مؤكداً على أهمية إجراء التجربة في عام 1844 اقترح فرانسوا أراغو على هيبوليت فيزو وليون فوكو إجراء التجربة. في عام 1849 استلموا زمام الأمور من فرانسوا أراغو لأجراء تجربة المرآة الدوارة، لكن بعدما تعاونا لما يقارب قرن من الزمن ولأسباب غير واضحة يبدو أن الاثنين قد اختلفا وافترقا سعيا وراء وسائل منفصلة لإجراء هذه التجربة. وتسابقا هيبوليت وليون كلا منهم ليكون أول شخص ينتزع النتائج التجريبية من فكرة تجربة المرآة الدوارة، اعتمد هيبوليت فيزو علي مرآة تدور بتروس ميكانيكية بينما اعتمد ليون علي توربين بخاري صغير لتدوير مرآته 800 مرة في الثانية. فاز ليون بالسباق حيث أظهر في أبريل 1850 أن الماء أبطأ مرور الضوء. بعد سبعة أسابيع أكد هيبوليت نتائج التجربة. بالطبع، سوف يدرك الفيزيائيون لاحقًا أن التجربة لم تكن بالغة الأهمية كما بدت في ذلك الوقت. لا يعني هدم نظرية الضوء كجسيم أن نظرية الضوء كموجة تقدم وصفا شاملاً لسلوك الضوء. فسوف تكون هناك حاجة لنظريتي ميكانيكا الكم والنسبية الخاصة لتفسير وفهم ظواهر مثل هذه الظاهرة وظواهر مثل التأثير الكهروضوئي وإشعاع الجسم الأسود والليزر. مر أكثر من نصف قرن قبل أن يتم تطوير تفسير مرضٍ للقياس غير المتوقع لتجربة فيزو، حتي ظهور نظرية النسبية الخاصة لألبرت أينشتاين. أشار أينشتاين لاحقًا إلى أهمية التجربة التي ساعدته في تكوين مفهومه عن نظرية النسبية الخاصة، حيث تتوافق النتائج مع معادلة جمع السرعات النسبية عند الاقتصار على حالة تكون فيها السرعات صغيرة. تحدث روبرت س.شانكلاند عن بعض المحادثات مع أينشتاين، والتي أكد فيها أينشتاين على أهمية تجربة فيزو:
استخدم ليون فوكو نسخة مطورة من جهاز المرآة الدوارة لإجراء قياس دقيق لسرعة الضوء في عام 1862 وحسب سرعة الضوء لتكون 298.000 كيلومتر في الثانية والتي كانت في حدود 0.6٪ خطأ من القيمة الصحيحة. استخدمت التجارب اللاحقة التي أجراها ألفريد كورنو في 1872-1876 وألبرت ميكلسون في 1877-1931 نسخًا محسنة من أجهزة العجلة المسننة وأجهزة المرآة الدوارة لأنتاج قياسات ثابتة وأكثر دقة لسرعة الضوء.

## التجربة

شكل (2) رسم مبسط لفكرة عمل تجربة فيزو

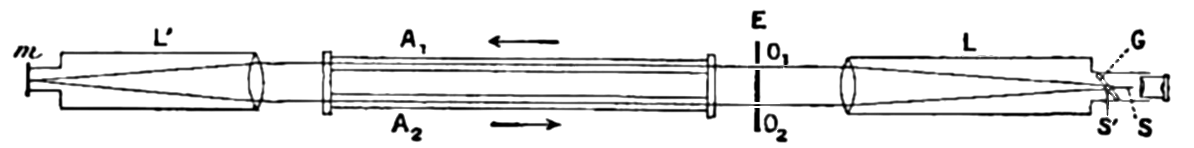
شكل (3)

كانت فكرة عمل تجربة فيزو كما موضحة بالشكل (2) قائمة علي تقسيم شعاع الضوء بواسطة مقسم الأشعة (BS)، ويتم تمرير الحزم المنقسمة في أنبوبين يسري بهما الماء بشكل متعاكس بهدف قياس تأثير سحب الوسط المادي (الماء) علي الضوء. ثم تتجمع الحزم ليتمكن للمراقب من رؤية تداخل موجات الضوء.
التمثيل المبسط للغاية في الشكل (2) يفترض استخدام ضوء أحادي اللون الطيفي، والذي كان من شأنه أظهار التداخلات الخافتة فقط. بسبب التماسك الطولي الضعيف للطيف الموجي للضوء الأبيض، استخدام الضوء الأبيض كان ليتطلب مطابقة المسارات الضوئية بدرجة غير عملية من الدقة، وسيكون الجهاز حساسًا للغاية للاهتزازات والحركة ودرجة الحرارة.

من ناحية أخرى، تم إعداد الجهاز الفعلي، الموضح في الشكل (3)، كمقياس تداخل بمسار مشترك يمر به حزمتي الضوء في اتجاهين متعاكسين. هذا يضمن أن الحزم المتعاكسة سوف تمر عبر مسارات متكافئة، بحيث تتشكل التداخلات بسهولة حتى عند استخدام الشمس كمصدر للضوء.